# 能代南インターチェンジ
能代南インターチェンジ（のしろみなみインターチェンジ）は、秋田県能代市にある秋田自動車道のインターチェンジである。
国道7号琴丘能代道路（バイパス道路）として供用され、無料区間のため料金所は設置されていない。
無料区間ではあるが、このICを境に北上方面を東日本高速道路が、二ツ井白神方面を国土交通省が管轄している。

## 道路

### 本線
- E7 秋田自動車道（13番）

### 接続する道路
- 国道7号

## 周辺
- 能代ロケット実験場
- 能代港

## 隣
E7 秋田自動車道
(12)八竜IC - (13)能代南IC - (14)能代東IC